# Liste der Bodendenkmäler in Königswinter
Die Liste der Bodendenkmäler in Königswinter enthält die denkmalgeschützten unterirdischen baulichen Anlagen, Reste oberirdischer baulicher Anlagen, Zeugnisse tierischen und pflanzlichen Lebens und paläontologischen Reste auf dem Gebiet der Stadt Königswinter im Rhein-Sieg-Kreis in Nordrhein-Westfalen (Stand: September 2020). Diese Bodendenkmäler sind in Teil B der Denkmalliste der Stadt Königswinter eingetragen; Grundlage für die Aufnahme ist das Denkmalschutzgesetz Nordrhein-Westfalen (DSchG NRW).
| Bild           | Bezeichnung | Lage  | Beschreibung | Bauzeit | Eingetragen seit   | Denkmal- nummer |
| -------------- | --- | ----- | --- | ------- | ------------------ | --------------- |
|                | Steinbrüche im Rüdenet und am Drachenfels |       | Die Steinbrüche am Drachenfels und am Rüdenet wurden von der Römerzeit über das Mittelalter bis in das Jahr 1836 hinein ausgebeutet. Durch diese fast kontinuierliche Abbautätigkeit sind die Brüche besonders gut dazu geeignet, Auskunft über Technik und Methoden des Steinabbaus und Transportes von der Römerzeit bis in die Mitte des 19. Jh. zu geben.                                        |         |                    | SU 025          |
|                | Grubenfeld an der alten Siegburger Straße |       | Das Grubenfeld an der alten Siegburger Straße ist ein Zeugnis einer möglicherweise bis in das Mittelalter (12. Jh.) zurückreichende Bergbautradition. Es ist ein bedeutendes Dokument des Silberbergbaues auf dem Gebiet der heutigen Stadt Königswinter. |         |                    |                 |
|                | Uferbefestigung Hafenanlage |       | Als Bestandteil der umfangreichen Steinbruchanlagen am Drachenfels ist die Hafenanlage bedeutend für die Geschichte der Region. |         | 18. September 1985 | SU 098          |
|                | Ringwall (Petersberg) |       | Es handelt sich um eine eisenzeitliche Bergbefestigung, eine sogenannte Ringwallanlage. |         |                    | SU 046          |
|                | La Tene Ringwall und Fundamente der Zisterzienserkirche (12./13. Jh.) auf dem Petersberg sowie La Tene Siedlung auf dem Bergsattel zum Nonnenstromberg in Königswinter |       | 3-schiffige Anlage. Nach Norden und Süden an die Seitenschiffe je eine Seitenschiffkapelle mit halbrunder Apsis. La-Tene-Siedlung: Obertägig keine Spuren. |         |                    | SU 067          |
| weitere Bilder | Mittelalterliche Burganlage | Karte | Burg Rosenau. Es handelt sich hier um Überreste einer größeren Burganlage an der Stelle, für die bereits 1243 ein festes Haus bezeugt ist. |         |                    | SU 060          |
|                | Hügel |       | Es handelt sich um einen ca. 170 m südöstlich der Ortsmitte von Freckwinkel in einem nach Nordosten abfallenden Hang gelegenen Hügel von 18 m Durchmesser, der in der Mitte ausgekesselt ist. Der Hügel ist wahrscheinlich künstlich von dem nahe gelegenen Sporn abgetrennt worden. Es handelt sich vielleicht um einen Turmrest oder eine gestörte Hangmotte.                                      |         |                    | SU 010          |
| weitere Bilder | Untertägiger Steinbruch „Ofenkaul“ | Karte | 2 km ONO der Kirche in Königswinter liegt südlich der Straße zur Margarethenhöhe ein ausgedehntes, größtenteils untertägiges Steinbruchgebiet, genannt die Ofenkaul. Hier wurde der für den Ofenbau besonders geeignete Trachyttuff abgebaut. |         |                    | SU 099          |
| weitere Bilder | Ehemalige Zisterzienserabtei Heisterbach | Karte | Zwischen Oderdollendorf und Heisterbacherrott liegt in einem nach Norden offenen Talkessel das ehemalige Zisterzienserkloster Heisterbach. Der gesamte Klosterbezirk ist von einer Bruchsteinmauer aus dem 18. Jh. umschlossen. Von den Klostergebäuden aus der Gründungsphase im 12./13. Jh. ist nur der Chor als Ruine erhalten geblieben. Bei Ausgrabungsarbeiten Freilegung mehrerer Gräber u.a. |         |                    | SU 115          |
|                | Mittelalterlicher Brunnen in Königswinter-Ittenbach |       | Im Zentrum von Ittenbach, 50 m südlich der Kirche, steht vor dem ehemaligen Altenheim der Cellitinnen ein restaurierter Brunnen. Die Bauausführung weist den Brunnen in das 18./19. Jh. |         |                    |                 |
|                | Zwangsarbeiterlager Ofenkaul |       | Östlich von Königswinter und südlich des Mirbesbaches liegen auf dem Bergrücken der Ofenkaul die Reste eines Zwangsarbeiterlagers aus der NS-Zeit. Das Lager wurde im Zusammenhang mit der Verlagerung kriegswichtiger Produktionsanlagen in den Bereich der Ofenkaul im Herbst 1944 errichtet. |         |                    | SU 225          |
|                | Basaltsteinbruch Limperichsberg |       | Zwischen den Ortsteilen Heisterbacherrott und Thomasberg liegt der aufgelassene Basaltsteinbruch Limperichsberg. Neben den großen offenen Tagebaubereichen weisen umfangreiche Halden, Wegetrassen und ein erhaltener Transporttunnel auf den hier seit Mitte des 19. Jh. intensiven Steinbruch hin.                                                                                                 |         |                    |                 |
|                | Munitionsbunker Schwirzpohl |       | Das Munitionsdepot Musser Heide / Schwirzpohler Wald wurde ab 1940 gebaut, um Bomben und Munition für den Einsatzflughafen Eudenbach zu lagern. |         | 3. September 2014  |                 |